# 한춘일
한춘일(1951년 3월 29일~)은 대한민국의 배우 겸 연극인이다. 1973년 연극배우로 데뷔하였으며, 1986년 텔레비전 드라마에 첫 출연하였다.

## 출연 작품

### 드라마
- 1986년 KBS1 《노다지》
- 1987년 MBC 《전원일기》
- 1991년 KBS2 《사랑의 학교》
- 1992년 MBC 《일출봉》
- 1992년 SBS 《두려움 없는 사랑》
- 1994년 EBS 《언제나 푸른 마음》
- 1997년 SBS 《여자》
- 1997년 MBC 《남자 셋 여자 셋》
- 1997년 MBC 《경찰청 사람들》: 한지붕 다섯가족 - 김봉식 역
- 1997년 MBC 《경찰청 사람들》: 콤비 플레이 - 허춘식 역
- 1998년 MBC 《경찰청 사람들》: 돌아라 인생아 - 최달봉 역
- 1998년 MBC 《경찰청 사람들》: 죽음의 파파라치 - 장대식 역
- 1998년 MBC 《경찰청 사람들》: 일단 누워버려! - 신경철 역
- 1998년 MBC 《경찰청 사람들》: 금싸라기 컨설팅 - 이경석 역
- 1998년 MBC 《경찰청 사람들》: 바다의 침입자 - 김봉필 역
- 1998년 MBC 《경찰청 사람들》: 남한산성 밤바람 - 김종철 역
- 1998년 MBC 《경찰청 사람들》: 캐리 - 김창국 역
- 1998년 MBC 《경찰청 사람들》: 용의자를 찾습니다 (257회 방영) - 정운봉 역
- 1998년 MBC 《경찰청 사람들》: 어느 초보의 귀향 - 이경수 역
- 1998년 MBC 《대왕의 길》 - 정휘량 역
- 1998년 MBC 《육남매》
- 1998년 MBC 《여자 대 여자》
- 1999년~2000년 MBC 《허준》 - 백성/사공 역
- 2000년~2001년 KBS1 《태조 왕건》
- 2000년 SBS 《덕이》
- 2000년 MBC 《비밀》
- 2000년 1월 23일 MBC - 《성공시대》 - 허명회 KD그룹 회장: 윤동환 (허명회)에게 갑질하는 버스 기사역
- 2001년~2002년 MBC 《상도》
- 2001년 iTV 《립스틱》
- 2001년 SBS 《웬만해선 그들을 막을 수 없다》
- 2001년 MBC 《뉴 논스톱》
- 2002년 KBS 《동물원 사람들》
- 2002년 MBC 《논스톱 3》
- 2002년~2003년 KBS1 《제국의 아침》
- 2002년 KBS 《태양인 이제마》 - 집사/의원 역
- 2002년~2003년 SBS 《야인시대》 - 조봉암 역
- 2002년~2003년 MBC 《논스톱 4》
- 2002년~2003년 MBC 《삼총사》
- 2003년 SBS 《올인》
- 2003년~2004년 《무인시대》
- 2003년 MBC 《다모》
- 2003년~2004년 MBC 《대장금》 - 집사 역
- 2003년~2005년 MBC 법정드라마 - 《실화극장 죄와 벌》
- 2004년 KBS2 《낭랑 18세》 - 경비원 역
- 2004년 KBS 《애정의 조건》
- 2004년 SBS 《장길산》
- 2004년~2005년 MBC 《영웅시대》
- 2004년 KBS1 《두번째 프러포즈》
- 2004년~2005년 MBC 《논스톱 5》
- 2004년~2005년 KBS 《해신》 - 천상귀 역
- 2005년 KBS 《쾌걸춘향》 - 나이트클럽 사장 역
- 2005년 MBC 《제5공화국》 - 안종훈 장군 역
- 2005년 MBC 《내 이름은 김삼순》 - 경비원 역
- 2005년 KBS2 《장밋빛 인생》
- 2005년~2006년 SBS 《서동요》 - 신라인 노예 역
- 2005년~2006년 MBC 《신돈》 - 상인 역
- 2005년~2006년 MBC 《레인보우 로망스》
- 2006년 MBC 《발칙한 여자들》
- 2006년 SBS 《사랑과 야망》
- 2006년 KBS2 《소문난 칠공주》
- 2006년~2007년 MBC 《주몽》
- 2006년~2007년 KBS 《대조영》 - 거란족 내시 역
- 2006년~2007년 SBS 《연개소문》 - 당나라 무속인 역
- 2007년 SBS 《외과의사 봉달희》 - 처방전 하나만 떼달라는 남자 역
- 2007년 SBS 《쩐의 전쟁》
- 2007년 MBC 《히트》 - 경비원 역
- 2007년 SBS 《칼잡이 오수정》 - 택시기사 역
- 2007년~2008년 MBC 《이산》 - 도화서 원로 화원 역
- 2007년 KBS 《드라마시티 - 수맥을 끊어라》
- 2007년 MBC 《뉴하트》 - 대동맥 박리 환자 역
- 2008년 SBS 《신의 저울》 - 변호사 사무실 직원 역
- 2008년 Q채널 《범죄인간》 - 박상호 역 (6회: 비밀연애 편)
- 2008년 코미디TV 《신해철의 데미지》 - 이정식 역 (74회: 집 나간 어린 아내 편)
- 2008년 PBC 《땀의 순교자 탁덕 최양업》 - 간월교우촌 포졸 역
- 2008년 SBS 《일지매》
- 2008년 SBS 《바람의 화원》
- 2008년~2009년 KBS2 《바람의 나라》
- 2009년 MBC 《돌아온 일지매》
- 2009년 KBS2 《솔약국집 아들들》 - 넘어진 송시열을 부축해 집으로 데려온 남자 역
- 2009년 KBS2 《파트너》 - 땅이 없어졌다며 찾아온 의뢰인 역
- 2009년 KBS 《미워도 다시 한 번 2009》 - 백화점 직원 역
- 2009년 KBS 《천추태후》 - 주막집 손님 역
- 2010년 KBS1 《명가》
- 2010년 KBS1 《거상 김만덕》
- 2010년 MBC 《동이》
- 2010년 KBS 《제빵왕 김탁구》 - 거성기업 임원 역
- 2010년 SBS 《자이언트》 - 학교 경비원 역
- 2010년 KBS1 《전우》
- 2010년~2011년 KBS1 《웃어라 동해야》
- 2010년~2011년 KBS2 《프레지던트》
- 2011년 SBS 《파라다이스 목장》 - 마주 역
- 2011년 MBC 《반짝반짝 빛나는》 - 인쇄소 기장 역
- 2011년 MBC 《내 마음이 들리니》 - 자동차 매매 계약한 남자 역
- 2011년 SBS 《내사랑 내곁에》
- 2011년~2012년 KBS 《광개토태왕》 - 설개추 역
- 2011년 TV조선 《고봉실 아줌마 구하기》
- 2012년 MBC 《아이두 아이두》 - 경비원 역
- 2012년 KBS2 《KBS 드라마 스페셜 - 내가 우스워 보여?》 - 버스기사 역
- 2012년 SBS 《신의》
- 2012년 KBS1 《대왕의 꿈》
- 2012년~2013년 MBC 《마의》 - 사복시 마의 역
- 2012년 KBS2 《전우치》
- 2012년~2013년 SBS 《드라마의 제왕》 - 굴착기 운전자 역
- 2012년~2013년 MBC 《오자룡이 간다》 - 이장 역
- 2013년 MBC 《백년의 유산》 - 운전면허시험 면접관 역
- 2013년 MBC 《구암 허준》 - 사공 역
- 2013년 KBS2 《칼과 꽃》 - 우산 상인 역
- 2013년 tvN 《환상거탑》 - 사장 역
- 2013년 tvN 《후아유》 - 아파트 경비원 역
- 2013년 MBC 《투윅스》 - 버스기사 역
- 2013년~2014년 KBS2 《왕가네 식구들》
- 2013년~2014년 MBC 《황금 무지개》
- 2014년 SBS 플러스 《여자만화 구두》 - 경비원 역
- 2014년 MBC 《왔다! 장보리》 - 도씨네 가게 손님 역
- 2014년~2015년 KBS2 《가족끼리 왜 이래》 - 동네주민 역
- 2014년~2015년 MBC 《전설의 마녀》 - 공인중개사 역
- 2014년~2015년 KBS2 《왕의 얼굴》
- 2015년 MBC 《화정》
- 2015년 KBS 《장사의 신 - 객주 2015》
- 2016년 웹드라마 《초코뱅크》 - 경비원 역
- 2016년 KBS 《동네변호사 조들호》 - 정금모의 수행비서 역
- 2016년 MBC 《가화만사성》 - 고추밭 주인 역
- 2016년 SBS 《대박》
- 2016년 MBC 《옥중화》
- 2016년 MBC 《불어라 미풍아》 - 조억만 채권자 역
- 2016년 tvN 《신데렐라와 네 명의 기사》
- 2017년 KBS 《아버지가 이상해》 - 부동산 사장 역
- 2017년 MBC 《밥상 차리는 남자》 - 홍영혜의 맞선남 아버지 역
- 2017년 KBS2 《7일의 왕비》
- 2017년 MBC 《병원선》
- 2017년 웹드라마 《뜻밖의 히어로즈》 - 부동산할아버지 역
- 2018년 TV조선 《너의 등짝에 스매싱》
- 2018년 KBS 《파도야 파도야》
- 2018년~2019년 KBS2 《하나뿐인 내편》
- 2019년 MBC 《검법남녀 2》 - 함호철 역

### 영화
- 1992년 《뽕 3》 - 단역
- 1995년 《돈을 갖고 튀어라》 - 시골 주민1 역
- 1997년 《편지》 - 택시기사 역
- 2000년 《인터뷰》 - 취객2 역
- 2001년 《잎새》 - 배 사장 역
- 2001년 《와이키키 브라더스》 - 누드 취객1 역
- 2002년 《이중간첩》 - 낚시꾼2 역
- 2005년 《제니, 주노》 - 택시기사 역
- 2005년 《가문의 위기》 - 박 사장 역
- 2009년 《킬미》 - 국회 경비 역
- 2010년 《우리 이웃의 범죄》 - 상인2 역
- 2018년 《미친도시》 - 현당 역

### 방송 프로그램
- 1994년~1999년 KBS1 《긴급구조 119》 - 각종 단역
- 2001년~2003년 iTV 《미스터리극장 위험한 초대》 - 각종 단역

(백백교 교주 전용해 대역 등)
- 2002년~2008년 SBS 《솔로몬의 선택》 - 각종 단역
- 2013년~2014년 KBS1 《긴급출동 24시》 - 각종 단역
- 2014년~2020년 MBN 《기막힌 이야기 실제상황》 - 각종 단역
- 2014년~2016년 TV조선《이것은 실화다》 - 각종 단역